# Аџуран (држава)
Аџуран (сом. Dawladdii Ajuuraan, арап. دولة الأجورانية), званично Султанат Аџуран, било је сомалијско царство у раздобљу од 13. до 17. века. Налазило се на територијама данашње Етиопије и Сомалије. Они су припадали сомалијском муслиманском султанату који је владао великим деловима Рога Африке у средњем веку. Аџуран је имао јаку и централизовану администрацију. Држава је имала одлучну војну политику према освајачима; Аџуранско царство успешно се одупирало инвазији Орома и упадима Португалаца. Поморски трговачки путеви који датирају још из античког и раносредњовековног периода били су обновљени и ојачани што је помогло развоју спољне трговине с другим обалним провинцијама и државама у источној и јужној Азији, Европи, на Блиском истоку и у северној и источној Африци. Владавина каснијих аџуранских владара изазвала је вишеструке побуне у царству.
Царство је оставило обимно архитектонско наслеђе, као једна од главних средњовековних сомалијских сила које су се бавиле градњом замкова и тврђава. Многа разрушена утврђења која данас обележавају пејзаже јужне Сомалије приписују се инжењерима Аџуранског царства, укључујући низ гробница са стубовима, некропола и разрушених градова изграђених у то доба. Током аџуранског периода, многи региони и људи у јужном делу Рога Африке прешли су на ислам због теократске природе владе. Краљевска породица, кућа Гарен, проширила је своје територије и успоставила своју хегемонистичку власт кроз вешту комбинацију ратовања, трговинских веза и савеза.
У петнаестом веку, на пример, Аџуранско царство је било једино хидраулично царство у Африци. Као водена династија, држава Аџуран је монополизовала водне ресурсе река Шебеле и Џуба. Хидрауличким инжењерингом су изграђени многи од кречњачких бунара и цистерни у држави који су и данас у употреби. Владари су развили нове системе за пољопривреду и опорезивање, који су наставили да се користе у деловима Рога Африке све до 19. века. Владавина каснијих аџурских владара изазвала је вишеструке побуне у царству, а крајем 17. века ажурска држава се распала на неколико краљевина и држава наследница, од којих је најистакнутија била Геледски султанат.

## Локација
Сфера утицаја Аџуранског царства на Рогу Африке била је једна од највећих у региону. Царство је покривало већи део јужне Сомалије и источне Етиопије, са својим доменом који се протезао од Хобија на северу, до Келафа на западу, до Кисмаја на југу.

## Порекло и кућа Гарен
Кућа Гарен је била владајућа наследна династија Аџуранског царства. Њено порекло лежи у краљевству Гарен које је током 13. века владало деловима сомалијског региона Етиопије. Са миграцијом Сомалијаца из северне половине региона Рога у јужну половину, уведени су нови културни и верски поредци који су утицали на административну структуру династије, систем управљања који је почео да се развија у исламску владу. Кроз свој генеалошки баракат, који потиче од светог Балада (за кога се знало да је дошао изван Гаренског краљевства), владари Гарена су тврдили да имају надмоћ и верски легитимитет над другим групама на Рогу Африке. За Баладове претке се каже да потичу из историјског северног региона Барбаре.

## Урбани и поморски центри
Урбани центри Мерка, Могадишу, Барава и њихове луке постали су профитабилна трговачка места за робу која потиче из унутрашњости државе. Пољопривредне заједнице из залеђа доносиле су своје производе у приморске градове, где су их продавали локалним трговцима који су одржавали уносну спољну трговину са бродовима који су пловили и долазили из Арабије, Индије, Венеције, Персије, Египта, Португалије и из даљине попут Кине. Васко Да Гама, који је прошао поред Могадишуа у 15. веку, приметио је да је то био велики град са кућама од четири или пет спратова и великим палатама у центру и многим џамијама са цилиндричним минаретима. У 16. веку Дуарте Барбоса је забележио да су многи бродови из Краљевине Камбаје пловили у Могадишу са тканинама и зачинима за које су заузврат добијали злато, восак и слоновачу. Барбоса је такође истакао обиље меса, пшенице, јечма, коња и воћа на приморским пијацама, што је генерисало огромно богатство за трговце. Могадишу, центар напредне ткалачке индустрије познате као тоб бенадир (специјализован за тржишта у Египту и Сирији), заједно са Мерком и Баравом служио је и као транзитна станица за свахилске трговце из Момбасе и Малиндија и за трговину златом из Килве. Јеврејски трговци са Ормуза су такође доносили свој индијски текстил и воће на сомалијску обалу у замену за жито и дрво.
Трговински односи су успостављени са Малаком у 15. веку, при чему су тканина, амбра и порцелан били главна роба трговине. Поред тога, спроводио се извоз жирафа, зебри и тамјана у кинеско царство Минг, чиме су сомалијски трговци постали лидери у трговини између Азије и Африке, што се одразило утицајем кинеског језика на сомалијски у том процесу. Хиндуски трговци из Сурата и трговци из Југоисточне Африке из Патеа, који су покушавали да заобиђу португалску блокаду и мешање Омана, користили су сомалијске луке Мерка и Барава (које су биле ван надлежности двеју сила) да обављају своју трговину безбедно и без интерференције.

## Економија
Аџуранско царство се ослањало на пољопривреду и трговину за већину својих прихода. Главни пољопривредни градови су се налазили на рекама Шебели и Џуба, укључујући Кисмајо и Афгује. Смештен на раскрсници неких од најпрометнијих средњовековних трговачких путева, Аџуран и његови клијенти били су активни учесници у источноафричкој трговини златом, трговини на Путу свиле, трговини на Индијском океану и комерцијалним предузећима до источне Азије.
Аџуранско царство је такође ковало сопствену аџуранску валуту. Многи древни бронзани новчићи са исписаним именима аџуранског султана пронађени су у приобалној провинцији Бенадир, поред кованица муслиманских владара Јужне Арабије и Персије. Поред тога, могадишка валута је пронађена чак у Уједињеним Арапским Емиратима на Блиском истоку. Трговински путеви који датирају из древних и раних средњовековних периода сомалијског поморства су ојачани или поново успостављени, а спољна трговина и трговина у приобалним провинцијама цветале су са бродовима који су пловили и долазили из бројних краљевстава и империја у источној Азији, јужној Азији, Европи, Блиском истоку, Северној Африци и Рогу Африке. Коришћењем комерцијалних пловила, компаса, више лучких градова, светионика и друге технологије, трговци Аџуранског царства су брзо пословали са трговцима.